# Eperjeske alsó megállóhely
Eperjeske alsó megállóhely egy Szabolcs-Szatmár-Bereg vármegyei vasúti megállóhely Eperjeske településen, a MÁV üzemeltetésében. A település központjától jó két kilométerre északnyugatra helyezkedik el, külterületen, közúti megközelítését csak önkormányzati utak biztosítják.

## Vasútvonalak
A megállóhelyet az alábbi vasútvonalak érintik:
- Mátészalka–Záhony-vasútvonal

## Kapcsolódó állomások
A megállóhelyhez az alábbi állomások vannak a legközelebb:
- Mándok vasútállomás (Mátészalka–Záhony-vasútvonal)
- Záhony vasútállomás (Mátészalka–Záhony-vasútvonal)

## Forgalom
| Járat        | Útvonal | Gyakoriság   |
| ------------ | --- | ------------ |
| személyvonat | Tiborszállás – Nagyecsed – Nyírcsaholy – Mátészalka – Ópályi – Nagydobos – Vitka – Vásárosnamény – Kisvarsány – Gyüre – Aranyosapáti – Újkenéz – Tornyospálca – Mándok – Eperjeske alsó – Záhony | 2-4 óránként |